# Nina Tjurkina
Nina Tjurkina (russisch Нина Тюркина, engl. Transkription Nina Tyurkina; * 4. August 1931) ist eine ehemalige sowjetische Weitspringerin.
Bei den Olympischen Spielen 1952 in Helsinki wurde sie mit 5,81 m Sechste.
Ihre persönliche Bestleistung von 6,04 m stellte sie am 3. September 1955 in Moskau auf.